# Bàng Hội
Bàng Hội (giản thể: 庞会; phồn thể: 龐會; bính âm: Pang Hui; ? – ?), không rõ tên tự, là tướng lĩnh và Tào Ngụy thời Tam Quốc trong lịch sử Trung Quốc.

## Cuộc đời
Bàng Hội quê ở huyện Hoàn Đạo, quận Nam An, Lương Châu, là một trong bốn con trai của tướng Bàng Đức, nhưng không phải con trưởng.
Năm 219, Bàng Đức bị Quan Vũ bắt làm tù binh. Vì Bàng Đức là tướng cũ của Mã Siêu (đã theo Lưu Bị), lại có anh họ Bàng Nhu đang làm tướng cho Lưu Bị, nên Quan Vũ nhiều lần khuyên Đức đầu hàng. Nhưng vì vợ con đang làm con tin ở Trung Nguyên, nên Bàng Đức quyết không theo, bị Quan Vũ xử chém. Tào Tháo cho rằng Bàng Đức trung nghĩa, phong bốn con trai của Bàng Đức tước Quan nội hầu, trong đó có Bàng Hội.
Bàng Hội làm tướng cho Tào Ngụy đến chức Bình Khấu tướng quân, tước Lâm Vị đình hầu, đóng quân ở Thọ Xuân. Năm 257, Tư không Gia Cát Đản giết Thứ sử Dương Châu Nhạc Lâm, nổi dậy chống quyền thần Tư Mã Sư. Bàng Hội không theo phản quân, cùng Kỵ đốc Thiên tướng quân Lộ Phồn cho quân đánh ra cổng thành để đào tẩu. Triều đình Tào Ngụy không những không truy cứu trách nhiệm mà còn hạ chiếu khen ngợi, tấn tước Bàng Hội từ Đình hầu lên Hương hầu.
Năm 263, Bàng Hội tham gia chiến dịch tiêu diệt Thục Hán, được Chung Hội phái cùng Hồ Liệt, Điền Tục truy kích quân Khương Duy. Năm 264, thừa dịp các tướng Thục Hán cầm đầu là Khương Duy phát động binh biến thất bại, Bàng Hội mượn cớ báo thù để giết hại Hán Thọ đình hầu Quan Di (cháu nội Quan Vũ) cùng cả gia đình họ Quan ở Thành Đô. Hậu thế nhận định rằng đây là hành động ti tiện, thậm chí là lợi dụng quan điểm lấy hiếu làm đầu đương thời để đầu cơ danh vọng. Thục ký của Vương Ẩn có tìm cách lý giải rằng rằng Bàng Hội mang di hài của Bàng Đức từ đất Thục về an táng, nhưng Bùi Tùng Chi chỉ ra rằng nội dung đó là bịa đặt khi Tào Phi từng cho người tế bái mộ Bàng Đức.
Cuối cùng, Bàng Hội bị giáng xuống làm Trung úy tướng quân (hư chức không phẩm hàm), vẫn giữ tước Liệt hầu.

## Trong văn hóa
Trong tiểu thuyết Tam quốc diễn nghĩa, Bàng Hội xuất hiện ở hồi 74. Trước khi Bàng Đức ra trận, có gọi vợ và con trai Bàng Hội dặn dò: Ta làm tiên phong, nghĩa nên phải chết ở đám chiến trường, nàng phải trông nom lấy con cho ta. Thằng bé này có tướng lạ, mai sau nó khôn lớn, tất báo thù được cho ta đấy! Về sau, Bàng Hội là một trong hơn tám mươi viên tướng theo Chung Hội đánh Thục. Cái chết của Quan Di trong tiểu thuyết ghi là do loạn quân giết mà không nhắc tới Bàng Hội.